# Sárfimizdó
Sárfimizdó là một thị trấn thuộc hạt Vas, Hungary. Thị trấn này có diện tích 7,46 km², dân số năm 2010 là 105 người, mật độ 14 người/km².